# A Felejthetetlen epizódjainak listája
Ez a cikk a Felejthetetlen című sorozat epizódjait listázza. 

## Évados áttekintés
| Évad | Évad | Epizódok | Eredeti sugárzás     | Eredeti sugárzás     | Eredeti adó | Magyar sugárzás   | Magyar sugárzás  | Magyar adó |
| Évad | Évad | Epizódok | Évadpremier          | Évadfinálé           | Eredeti adó | Évadpremier       | Évadfinálé       | Magyar adó |
| ---- | ---- | -------- | -------------------- | -------------------- | ----------- | ----------------- | ---------------- | ---------- |
|      | 1    | 22       | 2011. szeptember 20. | 2012. május 8.       | CBS         | 2011. november 9. | 2012. május 30.  | AXN        |
|      | 2    | 13       | 2013. július 28.     | 2014. május 9.       | CBS         | 2013. október 16. | 2014. június 18. | AXN        |
|      | 3    | 13       | 2014. június 29.     | 2014. szeptember 14. | CBS         | 2015. február 17. | 2015. május 12.  | AXN        |
|      | 4    | 13       | 2015. november 27.   | 2016. január 22.     | A&E         | 2016. március 1.  | 2016. május 31.  | AXN        |

## Epizódok

### 1. évad (2011-2012)
| Sor. | Év. | Cím                  | Rendező           | Író                                                                          | Premier                                 | Nézettség    |
| ---- | --- | -------------------- | ----------------- | ---------------------------------------------------------------------------- | --------------------------------------- | ------------ |
| 1.   | 1.  | Pilot                | Niels Arden Oplev | Történet: Ed Redlich és John Bellucci Tévéjáték: Ed Redlich és John Bellucci | 2011. szeptember 20. 2011. november 9.  | 14,09 millió |
| 2.   | 2.  | Heroes               | Niels Arden Oplev | Sherri Cooper és Jennifer Levin                                              | 2011. szeptember 27. 2011. november 16. | 12,43 millió |
| 3.   | 3.  | Check Out Time       | John David Coles  | Joan B. Weiss                                                                | 2011. október 4. 2011. november 23.     | 11,58 millió |
| 4.   | 4.  | Up In Flames         | Martha Mitchell   | Michael Foley és Erik Oleson                                                 | 2011. október 11. 2011. november 30.    | 11,72 millió |
| 5.   | 5.  | With Honor           | Peter Werner      | Erik Oleson                                                                  | 2011. október 18. 2011. december 7.     | 11,88 millió |
| 6.   | 6.  | Friended             | Niels Arden Oplev | Sherri Cooper és Jennifer Levin                                              | 2011. október 25. 2011. december 14.    | 11,25 millió |
| 7.   | 7.  | Road Block           | Jean de Segonzac  | Történet: Jan Nash Tévéjáték: Heather Bellson és Christal Henry              | 2011. november 1. 2011. december 21.    | 11,34 millió |
| 8.   | 8.  | Lost Things          | John Showalter    | Jan Nash                                                                     | 2011. november 8. 2012. január 4.       | 11,72 millió |
| 9.   | 9.  | Golden Bird          | Paul Holahan      | Michael Foley                                                                | 2011. november 15. 2012. január 11.     | 11,37 millió |
| 10.  | 10. | Trajectories         | Anna Foerster     | Erik Oleson                                                                  | 2011. november 22. 2012. január 18.     | 10,42 millió |
| 11.  | 11. | Spirited Away        | Karen Gaviola     | Joan B. Weiss                                                                | 2011. december 13. 2012. január 25.     | 11,30 millió |
| 12.  | 12. | Butterfly Effect     | Jace Alexander    | Sam Montgomery                                                               | 2012. január 3. 2012. február 1.        | 11,88 millió |
| 13.  | 13. | Brotherhood          | John David Coles  | Jim Adler                                                                    | 2012. január 10. 2012. február 8.       | 11,20 millió |
| 14.  | 14. | Carrie's Caller      | Aaron Lipstadt    | Ed Redlich és John Bellucci                                                  | 2012. február 7. 2012. április 4.       | 11,86 millió |
| 15.  | 15. | The Following Sea    | Oz Scott          | Jan Nash és Michael Foley                                                    | 2012. február 14. 2012. április 11.     | 11,03 millió |
| 16.  | 16. | Heartbreak           | Anna J. Foerster  | Spencer Hudnut                                                               | 2012. február 21. 2012. április 18.     | 10,70 millió |
| 17.  | 17. | Blind Alleys         | Peter Werner      | Erik Oleson és Heather Bellson                                               | 2012. február 28. 2012. április 25.     | 9,93 millió  |
| 18.  | 18. | The Comeback         | Jean de Segonzac  | Michael Foley és Christal Henry                                              | 2012. március 20. 2012. május 2.        | 11,32 millió |
| 19.  | 19. | Allegiances          | Oz Scott          | Joan B. Weiss                                                                | 2012. március 27. 2012. május 9.        | 10,51 millió |
| 20.  | 20. | You Are Here         | Jean de Segonzac  | Jim Adler                                                                    | 2012. április 10. 2012. május 16.       | 9,45 millió  |
| 21.  | 21. | Endgame              | Ken Girotti       | Jan Nash és Steven Maeda                                                     | 2012. május 1. 2012. május 23.          | 10,66 millió |
| 22.  | 22. | The Man in the Woods | John David Coles  | Ed Redlich és John Bellucci                                                  | 2012. május 8. 2012. május 30.          | 10,84 millió |

### 2. évad (2013-2014)
| Sor. | Év. | Cím                | Rendező           | Író                         | Premier                                | Nézettség   |
| ---- | --- | ------------------ | ----------------- | --------------------------- | -------------------------------------- | ----------- |
| 23.  | 1.  | Bigtime            | Jean de Segonzac  | Ed Redlich és John Bellucci | 2013. július 28. 2013. október 16.     | 7,15 millió |
| 24.  | 2.  | Incognito          | Seith Mann        | Spencer Hudnut              | 2013. augusztus 4. 2013. október 30.   | 7,10 millió |
| 25.  | 3.  | Day of the Jackie  | Paul Holahan      | Wendy Battles               | 2013. augusztus 11. 2013. november 6.  | 6,88 millió |
| 26.  | 4.  | Memory Kings       | Peter Werner      | Sam Montgomery              | 2013. augusztus 18. 2013. november 13. | 6,57 millió |
| 27.  | 5.  | Past Tense         | Matt Earl Beesley | Barry Schindel              | 2013. augusztus 25. 2013. november 20. | 6,80 millió |
| 28.  | 6.  | Line Up or Shut Up | Peter Werner      | Quinton Peeples             | 2013. szeptember 1. 2013. november 27. | 6,94 millió |
| 29.  | 7.  | Maps and Legends   | Jean de Segonzac  | Quinton Peeples             | 2013. szeptember 8. 2013. december 4.  | 5,76 millió |
| 30.  | 8.  | Till Death         | David Platt       | Barry Schkolnick            | 2014. április 4. 2014. május 14.       | 7,32 millió |
| 31.  | 9.  | Flesh and Blood    | Oz Scott          | Wendy Battles               | 2014. április 11. 2014. május 21.      | 7,59 millió |
| 32.  | 10. | Manhunt            | Jan Eliasberg     | Barry Schindel              | 2014. április 18. 2014. május 28.      | 7,17 millió |
| 33.  | 11. | East of Islip      | Rick Bota         | Spencer Hudnut              | 2014. április 25. 2014. június 4.      | 7,64 millió |
| 34.  | 12. | Omega Hour         | Jean de Segonzac  | Bill Chais                  | 2014. május 2. 2014. június 11.        | 7,59 millió |
| 35.  | 13. | Reunion            | Paul Holahan      | Bill Chais és John Bellucci | 2014. május 9. 2014. június 18.        | 7,26 millió |

### 3. évad (2014)
| Sor. | Év. | Cím              | Rendező           | Író                                                        | Premier                               | Nézettség   |
| ---- | --- | ---------------- | ----------------- | ---------------------------------------------------------- | ------------------------------------- | ----------- |
| 36.  | 1.  | New Hundred      | Peter Werner      | Történet: Ed Decter Tévéjáték: Ed Decter és Spencer Hudnut | 2014. június 29. 2015. február 17.    | 6,22 millió |
| 37.  | 2.  | The Combination  | Matt Earl Beesley | Daniele Nathanson                                          | 2014. július 6. 2015. február 24.     | 6,20 millió |
| 38.  | 3.  | The Haircut      | Matthew Penn      | Quinton Peeples                                            | 2014. július 13. 2015. március 3.     | 6,02 millió |
| 39.  | 4.  | Cashing Out      | Jean de Segonzac  | Spencer Hudnut                                             | 2014. július 20. 2015. március 10.    | 6,39 millió |
| 40.  | 5.  | A Moveable Feast | Andy Wolk         | Gina Gold és Aurorae Khoo                                  | 2014. július 27. 2015. március 17.    | 6,45 millió |
| 41.  | 6.  | Stray Bullet     | Christine Moore   | Barry Schkolnick                                           | 2014. augusztus 3. 2015. március 24.  | 5,67 millió |
| 42.  | 7.  | Throwing Shade   | Paul Holahan      | Michael Reisz                                              | 2014. augusztus 17. 2015. március 31. | 6,28 millió |
| 43.  | 8.  | The Island       | Oz Scott          | Michael Reisz                                              | 2014. augusztus 24. 2015. április 7.  | 6,39 millió |
| 44.  | 9.  | Admissions       | Michael Pressman  | Sean Crouch                                                | 2014. augusztus 30. 2015. április 14. | 4,55 millió |
| 45.  | 10. | Fire and Ice     | Darnell Martin    | Történet: Ed Decter Tévéjáték: Quinton Peeples             | 2014. augusztus 31. 2015. április 21. | 6,02 millió |
| 46.  | 11. | True Identity    | Nick Gomez        | Sean Crouch és Daniele Nathanson                           | 2014. szeptember 7. 2015. április 28. | 6,97 millió |
| 47.  | 12. | Moving On        | Paul Holahan      | Történet: Louisa Hill Tévéjáték: Spencer Hudnut            | 2014. szeptember 14. 2015. május 5.   | 6,45 millió |
| 48.  | 13. | DOA              | Matt Earl Beesley | Quinton Peeples                                            | 2014. szeptember 14. 2015. május 12.  | 5,78 millió |

### 4. évad (2015-2016)
| Sor. | Év. | Cím                    | Rendező           | Író                                                         | Premier                              | Nézettség   |
| ---- | --- | ---------------------- | ----------------- | ----------------------------------------------------------- | ------------------------------------ | ----------- |
| 49.  | 1.  | Blast from the Past    | Matt Earl Beesley | Történet: Ed Redlich és John Bellucci Tévéjáték: Bill Chais | 2015. november 27. 2016. március 1.  | 0,84 millió |
| 50.  | 2.  | Gut Check              | Jace Alexander    | Spencer Hudnut                                              | 2015. november 27. 2016. március 8.  | 0,71 millió |
| 51.  | 3.  | Behind The Beat        | Matt Earl Beesley | Karen Campbell                                              | 2015. december 4. 2016. március 22.  | 0,92 millió |
| 52.  | 4.  | Dollars and Scents     | Paul Holahan      | Timothy J. Lea                                              | 2015. december 11. 2016. március 29. | 0,94 millió |
| 53.  | 5.  | All In                 | Jean de Segonzac  | Bill Chais és Spencer Hudnut                                | 2015. december 18. 2016. április 5.  | 1,01 millió |
| 54.  | 6.  | The Return of Eddie    | Paul Holahan      | Emmy Grinwis                                                | 2016. január 1. 2016. április 12.    | 0,74 millió |
| 55.  | 7.  | We Can Be Heroes       | Laura Belsey      | John P. Roche                                               | 2016. január 8. 2016. április 19.    | 0,61 millió |
| 56.  | 8.  | Breathing Space        | Oz Scott          | Louisa Hill                                                 | 2016. január 15. 2016. április 26.   | 0,71 millió |
| 57.  | 9.  | Shelter from the Storm | Andy Wolk         | Timothy J. Lea és Karen Campbell                            | 2016. január 15. 2016. május 3.      | 0,65 millió |
| 58.  | 10. | Game On                | Kate Woods        | Jeff Pfeiffer                                               | 2016. január 22. 2016. május 10.     | 0,84 millió |
| 59.  | 11. | About Face             | David Platt       | Jacob Copithorne                                            | 2016. január 22. 2016. május 17.     | 0,66 millió |
| 60.  | 12. | Bad Company            | Jamie Sheridan    | Bill Chais                                                  | 2016. január 22. 2016. május 24.     | 0,55 millió |
| 61.  | 13. | Paranoid Android       | Matt Earl Beesley | Spencer Hudnut                                              | 2016. január 22. 2016. május 31.     | 0,49 millió |